# ヘリウム3
ヘリウム3（ヘリウムさん、英: helium-3）は、ヘリウムの同位体の一つである。
ヘリウム3(3He)の原子核は、陽子2個と中性子1個からなり、通常のヘリウム原子(4He)より軽い安定同位体である。ヘリウム3は核融合のD-D反応、陽子-陽子連鎖反応の際に発生する。また三重水素の娘核種であり、3Hのベータ崩壊により生成する。

## 存在
ヘリウム3は地球の大気中ではヘリウム4の100万分の1しか存在しない。しかしながら太陽大気中には0.0142%の同位体比で存在し、月面には地球上よりはるかに多く存在する。このため月面の岩石からヘリウム3の採掘を試みる研究も行われている。これは太陽大気中には宇宙の初期においてビッグバン原子核合成の結果生成したヘリウム3が蓄積しているものであるが、地球大気では地球創成期に存在していたヘリウムがほとんど宇宙空間に逸散し、現在の地球大気中に存在するヘリウムは大部分が岩石中のトリウムおよびウランなどのアルファ崩壊の結果、生じたものであるためである。一方、月面においては太陽風から供給されるヘリウム3が蓄積している。
1995年に惑星探査機ガリレオが木星大気に測定用プローブを突入させ、大気を質量分析計で測定した結果3Heと4Heの比率は約1:10,000であった。

## 人工合成
ヘリウム3は地球上において存在量が稀少であるため、リチウム6 (6Li)に陽子ビームを照射することによる人工合成が検討されたが、反応断面積が小さいため有利な反応といえるものではなかった。
{\displaystyle {}^{6}{\hbox{Li}}+{}^{1}{\hbox{p}}\to {}^{3}{\hbox{He}}+\;\alpha }
また、中性子をリチウム原子に照射して三重水素を製造し、これをベータ崩壊させてヘリウム3を合成することも考えられる。しかし3Hの半減期は12.32年であり、これを待たなければならない。
{\displaystyle {\ce {{^{6}Li}+{^{1}n}->{^{4}He}+{^{3}H}}}}
{\displaystyle {}_{1}^{3}{\hbox{H}}\ {\xrightarrow[{12.32\ years}]{\beta ^{-}\ 18.6\ keV}}\ {}_{2}^{3}{\hbox{He}}+{\hbox{e}}^{-}+{\overline {\nu }}_{\hbox{e}}}

## 性質
分子量の違いのため気体状態において通常のヘリウム (4He)より密度が低く、また沸点および臨界点共に4Heより低い。沸点における液体の密度は分子量から予測されるよりもさらに低く、蒸発熱も著しく低い。これはヘリウム分子間の極めて弱い双極子-双極子相互作用よりも零点振動の寄与が大きくなるためである。
|                               | 3He            | 4He             |
| ----------------------------- | -------------- | --------------- |
| 沸点(1 atm)                   | 3.19 K         | 4.23 K          |
| 臨界点                        | 3.35 K         | 5.19 K          |
| 蒸発熱                        | 0.026 kJ mol−1 | 0.0829 kJ mol−1 |
| 沸点における液体の密度(1 atm) | 0.059 g cm−3   | 0.12473 g cm−3  |

## 核融合への応用
重水素とヘリウム3との核融合はそのクーロン障壁が高いため、核融合炉としての実現が比較的容易であると考えられているD-T反応による質量偏差をも上回る。またヘリウム3は三重水素と異なり非放射性であり、かつD-3He反応は中性子が発生しないため、比較的扱いやすいとされている。（同時に起こるD-D反応により少量の中性子は生成する。）
{\displaystyle {\begin{array}{cccl}{\ce {^2H}}+{\ce {^3H}}&{\ce {->}}&{\ce {^4He}}+{\ce {^1n}}&+17.571\,\mathrm {MeV} \\{\ce {^2H}}+{\ce {^3He}}&{\ce {->}}&{\ce {^4He}}+{\ce {^1p}}&+18.354\,\mathrm {MeV} \end{array}}}

## 中性子検出
ヘリウム3は中性子を検出するためにしばしば用いられる。これは3Heの中性子吸収断面積が大きいためであり、測定は反応により生成した三重水素や反跳陽子を計測することにより行われる。
{\displaystyle {\begin{array}{cccl}{\ce {^1n}}+{\ce {^3He}}&{\ce {->}}&{\ce {^3H}}+{\ce {^1p}}&+\ 0.764\,\mathrm {MeV} \end{array}}}